# Río Guadalupe
El río Guadalupe o Guadalupejo es un corto afluente del río Guadiana. Discurre por la provincia española de Cáceres.

## Descripción
Tiene una longitud de 40,56 km y drena una pequeña cuenca de 378.97 km². Nace en Guadalupe (Cáceres) y desemboca en el Guadiana a la altura de Peloche (Badajoz). Tiene la protección de Corredor Ecológico de Biodiversidad (2003). Es este río precisamente el que da nombre a la cercana Virgen de Guadalupe y de ahí el resto de topónimos «Guadalupe» del mundo.
Aparece descrito en el noveno volumen del Diccionario geográfico-estadístico-histórico de España y sus posesiones de Ultramar de Pascual Madoz de la siguiente manera:

GUADALUPE ó GUADALUPEJO: r. en la prov. de Cáceres, part. jud. de Logrosán: nace en las sierras de las Villuercas, térm. de Guadalupe, cuyas heredades baña; pasa cerca de Alia y de Valdecaballeros y desemboca en Guadiana, frente de Peloche. Su curso es de 6 leg. por entre riberas estrechas, hondas y de tierra muy quebrada, de modo que solo pueden disfrutar de su riego los huertos de algunos molinos á que da movimiento. Este r. se llamó antiguamente Lupus, cuyo nombre con la voz morisca guada, que significa rio, compone el Guadalupe que lleva, dió nombre á la imagen de Ntra. Sra. que se halló en sus inmediaciones, y al  santuario y v. que tuvo origen de esta invención.
(Madoz, 1847, p. 29)

## Etimología
Como atestigua Antonio de Nebrija ya en 1492, "Guadalupe" significa «Amnis lupi», río del lobo; y Pedro de Alcalá recoge que en el dialecto andalusí hablado en Granada, Guadalupe es Guîd al lubb. El hidrónimo procede del árabe andalusí Wadi l-lubb ( وادي اللُّبّ).
Una etimología más moderna del historiador y catedrático de la universidad de El Cairo Dr. Mahmud Ali Makki, uno de los mayores hispanistas árabes, supone que de la misma manera que el nombre de uno de los rebeldes fronterizos del siglo IX contra el emir Mohamed I de Córdoba llamado Ibn Marwán había dejado su nombre en una de las fortalezas que dominó en Portugal, hoy llamada Marvão, lo mismo podría haber sucedido con otro de los rebeldes de la misma época llamado "Alī ibn Lubb", compañero y secuaz de Ibn Marwān y que dominó el Guadalupe. Esta etimología es también respaldada por Elías Terés (1915-1983)  Catedrático de Árabe de la Universidad Complutense de Madrid y Miembro de la Real Academia de la Historia, en su obra Materiales para el estudio de la toponimia hispanoárabe. Nómina fluvial.
Tanto Makki como Terés al tratar con el étimo árabe andalusí Lubb no lo hacen con el significado del zoónimo Lobo sino con el del antropónimo Andalusí equivalente a Lope o López en castellano o Llopis en catalán.
Otras etimologías afirman que: provendría de términos como "Wad-al-luben" ("río escondido"), por ir encajonado, "escondido", y "estrechado" a su paso por la localidad de Guadalupe que toma nombre de él[cita requerida], que identifica el nombre con la procedencia de los primeros monjes llegados al monasterio procedentes de San Bartolomé de Lupiana (Guadalajara) o que la palabra "Guadalupe" proviene de dos raíces diferentes: "guada-" del árabe wadi cuyo significado es "río" y "-lupe" de alguna lengua preindoeuropea cuyo significado es, igualmente, "río"[cita requerida].